# Alicia Casas de Barrán
Alicia Casas de Barrán (Pan de Azúcar, Maldonado, 5 de marzo de 1938) es una archivóloga y docente uruguaya. Fue Directora del Archivo General de la Nación de Uruguay entre los años 2005 y 2020. Es viuda del reconocido historiador, escritor y profesor José Pedro Barrán (1934-2009) y madre del arquitecto Pedro Barrán Casas y del contador Ramón Aloguín Casas.

## Trayectoria académica y profesional
Alicia Casas de Barrán es licenciada en archivología y en bibliotecología por la Universidad de la República (Uruguay). Ha sido profesora en la carrera de Archivología de la citada Universidad en las asignaturas de "Producción de Documentos" y "Archivos Administrativos" (1989-2005). Asimismo, impartió cursos en la Maestría en Gestión Documental y Administración de Archivos, dirigida por la doctora Antonia Heredia Herrera, en la Universidad Internacional de Andalucía (España).
Responsable del Proyecto “Archivo General de la Universidad” que culminó con la instalación del citado repositorio (2002). Coordinadora Académica del Archivo General de la Universidad (2002-2020).
Fue Directora del Archivo General de la Nación de Uruguay (2005-2020). Presidenta del Foro de Directores de Archivos Nacionales/Generales del Mercosur (2005-2011). Presidenta del Programa IBERARCHIVOS (2019-2020), programa de cooperación de la SEGIB.
Investigó en los National Archives de Washington, EE.UU. y con apoyo del British Council ha llevado a cabo investigaciones en el Public Record Office, Reino Unido.
Integró la Commision for Programme Management del Consejo Internacional de Archivos, 2000-2004. Fue representante de América Latina y el Caribe en el Bureau de la CITRA, 2004-2010.
Tiene publicados numerosos trabajos en la disciplina archivística, con acento en la formación profesional y las nuevas tecnologías de la información y comunicación y su aplicación a la gestión de documentos y a los archivos.
Ha dictado conferencias y cursos en universidades de Argentina, Brasil y España. Ha representado al Uruguay en numerosos seminarios y congresos en países del Mercosur, así como en Perú, España, Costa Rica, Islandia, Sudáfrica, Rusia, Alemania, Austria, EE. UU., Malasia, Portugal, Guatemala, Panamá, Colombia, México, Ecuador y República Dominicana.

## Gestión en el Archivo General de la Nación
Durante los tres periodos de gestión (2005-2010, 2010-2015, 2015-2020), en el Archivo General de la Nación -bajo la dirección de la Lic. Alicia Casas de Barrán-, se aplicaron políticas de profesionalización y capacitación de recursos humanos; modernización de la gestión archivística y de las áreas de servicios; implementación de TICs con equipamiento informático, Internet en red, conexión inalámbrica para usuarios, bases de datos y desarrollo del sitio web institucional; implementación de pautas de conservación preventiva; relevamiento de los archivos del país en el marco del Proyecto Censo-Guía de Archivos de España e Iberoamérica en convenio con el Ministerio de Cultura de España; asesoramiento archivístico a instituciones del Estado; integración en la Comisión de los Bicentenarios 2005-2013; organización y/o participación en eventos nacionales e internacionales; promoción y constitución de grupos de trabajo para la redacción del anteproyecto de ley "Sistema Nacional de Archivos", seguimiento del trámite parlamentario hasta su promulgación; elaboración de la Norma Uruguaya de Descripción Archivística (NUDA), a cargo de un grupo interinstitucional; supervisión de proyectos de cooperación de Iberarchivos (Programa ADAI). En el campo de la investigación y publicación, se continuó editando la colección "Archivo Artigas" (actualmente en proceso el tomo 39). Además, quedó instalada la Comisión de Evaluación Documental de la Nación (CEDN) que funciona -en la órbita del Archivo General de la Nación- desde marzo de 2014 hasta el presente.

## Obra édita
Entre sus publicaciones, destaca el libro Gestión de documentos del sector público desde una perspectiva archivística (tomos I y II), en colaboración con Michael Cook, Andrew Griffin, Laura Millar y Michael Roper; editado con el apoyo del IRMT, el Consejo Internacional de Archivos y la Universidad de la República.

## Becas y distinciones honoríficas
- "Fulbright Fellow", para completar estudios en la Universidad de Columbia (Nueva York, 1993).
- “Amiga de ICA” (ICA Fellow)[11] por su trayectoria y apoyo a la labor del Consejo Internacional de Archivos (Toledo, 2011).
- "Socia honoraria" de la Asociación Uruguaya de Archivólogos,[12][13] distinción entregada en oportunidad del XIII Congreso de Archivología del Mercosur (Montevideo, 2019).[14]
- "Medallón 180 Aniversario" del Archivo Nacional de Cuba (Sevilla, 2020).
- "Miembro honorífico" de la Asociación Latinoamericana de Archivos,[15][16] reconocimiento aprobado y entregado en ocasión de la Asamblea General de la ALA (Sevilla, 2020).